# ألبيرتو مورافيا
ألبيرتو مورافيا (بالإيطالية: Alberto Moravia)‏ (28 نوفمبر 1907 - 26 سبتمبر 1990)، (اسمه الاصليّ:ألبيرتو بنكيرلي)، هو كاتب روائي إيطالي وُلد وتوفي في مدينة روما التي عاش فيها جل حياته. يعتبر من أشهر كتاب إيطاليا في القرن العشرين، وهو يكتب بالإيطالية، ويتحدث اللغتين الإنجليزية والفرنسية. ترجمت أغلب أعماله إلى عدة لغات عالمية. وتحولت عدد من رواياته إلى أفلام سينمائية. نشر له بعد وفاته ديوان شعري، جمع قصائد كتبها في السبيعينات، ساعدت في نشرها الأديبة ألساندرا أغراندليس.

## حياته
ولد في عائلة ثريّة من الطّبقة الوسطى. أبوه اليهوديّ كارلو كان رساما ومهندسا وأمّه الكاثوليكيّة كانت تدعى تيريزا ليجيانا. لم ينهِ ألبيرتو دراسته لأنّه أصيب بالسل الذي أقعده في الفراش لخمس سنوات، ممّا جعله يحب المطالعة. في سنة 1929 كتب مورافيا أوّل مؤلفاته Gli Indifferenti  ثمّ بدأ حياته المهنيّة ككاتب في مجلّة 900 حيث كتب أوّل قصصه القصيرة.
- سنة 1967 سافر ألبيرتو مورافيا إلى الصين واليابان و كوريا الجنوبية وفي سنة 1972 زار أفريقيا حيث كتب (A quale tribù appartieni) «إلى ايّ قبيلة تنتمي؟» ونشرت في نفس السّنة ثم في سنة 1982 زار هيروشيما في اليابان.
- سنة 1990 وجد ألبيرتو مورافيا ميتاً في حمام بيته في روما في نفس السنة نشرت سيرته الذاتية (Vita di Moravia) (حياة مورافيا).

## أدبه
تميزت أعمال مورافيا الأدبية بالبراعة والواقعية لنفاذه إلى أعماق النفس البشرية، فقد هاجم مورافيا الفساد الأخلاقي في إيطاليا. ترجمت معظم أعماله إلى عدة لغات عالمية، كما تم تحويل العديد من رواياته إلى أفلام سينمائية. يتسم أدب مورافيا بتبسطه في سرد مشاعر الجنس لدى أبطال رواياته، والتداخلات في الأحداث التي تنشأ عبر تلبية تلك المشاعر والرغبات، حيث أنه يتسم بالتركيز على التحليل النفسي لنوع العلاقة بين الجنسين أو الزوجين وهذا واضح في روايته (الاحتقار).

## من رواياته
- زمن اللامبالاة (Time of Indifference): وهي روايته الأولى التي كتبها ونشرت سنة 1929 م ويناول فيها الفلسفة الوجودية حيث تحدث فيها عن أسرة من الطبقة المتوسطة دب فيها الفساد الأخلاقي وصورها وهي تمد يد المساعدة إلى الفاشية الإيطالية.
- السأم: وهي رواية حازت على أكبر جائزة أدبية في إيطاليا (جائزة فيارجيو).
- دولاب الحظ: نشرت سنة 1939 م.
- امرأة من روما: نشرت سنة 1947 م، وهاجم فيها قيم الطبقة المتوسطة.
- المرأتان: نشرت سنة 1947 م. تصور معاناة امرأة وابنتها في ظل الحرب.
- العصيان: نشرت سنة 1948 م.
- حكايات من روما: نشرت سنة 1954 م.
- الفردوس: نشرت سنة 1970 م.
- الاحتقار: رواية تصور حياة اجتماعية جرت وقائعها في إيطاليا بين زوجين تفاوتت ثقافتهما فأدت إلى تحطم حياتهما العاطفية.
- مراهقون... ولكن: تصور تجربة طفل من الطبقة الثرية مع مجموعة من الأطفال الفقراء الذين يفتحون عينيه على أسرار عالم الكبار.
- أنا وهو: رواية تصور صراع الإنسان مع نفسه (الأنا)والتي مثلها الكاتب وصورها بعضوه الذكري.
- الممتثل .[19]

## روابط خارجية
- ألبيرتو مورافيا على موقع IMDb (الإنجليزية)
- ألبيرتو مورافيا على موقع الموسوعة البريطانية (الإنجليزية)
- ألبيرتو مورافيا على موقع مونزينجر (الألمانية)
- ألبيرتو مورافيا على موقع ألو سيني (الفرنسية)
- ألبيرتو مورافيا على موقع ميوزك برينز (الإنجليزية)
- ألبيرتو مورافيا على موقع أول موفي (الإنجليزية)
- ألبيرتو مورافيا على موقع قاعدة بيانات الأفلام السويدية (السويدية)
- ألبيرتو مورافيا على موقع إن إن دي بي (الإنجليزية)
- ألبيرتو مورافيا على موقع ديسكوغز (الإنجليزية)
- ألبيرتو مورافيا على موقع قاعدة بيانات الفيلم (الإنجليزية)